# Estación Buli
Buli es una estación ubicada en la comuna chilena de San Carlos, que fue construida junto con la unión de la vía del FC Talcahuano - Chillán y Angol con el FC Santiago - Curicó, a fines del siglo XIX. Luego pasó a formar parte de la Red Sur de Ferrocarriles del Estado. Se encuentra una Oficina de Tráfico de EFE, encargada de otorgar las movilizaciones de los servicios de Largo Recorrido, pero no hay detenciones normales de servicios de pasajeros.
- Datos: Q5841223